# Gundam Reconguista in G
Gundam Reconguista in G (ガンダム Gのレコンギスタ Gandamu G no Rekongisuta?) es una serie de anime de ciencia ficción para la TV de 2014, producida por los estudios Sunrise. Constituye la decimotercera serie de TV animada de la popular saga de robots gigantes Gundam, y fue creada como parte de la conmemoración del 35.º Aniversario de la franquicia. Es la primera serie de TV escrita y dirigida por Yoshiyuki Tomino desde Turn A Gundam en 1999, y presenta diseño de personajes de Kenichi Yoshida, conocido por su trabajo en Overman King Gainer y Eureka Seven. La serie fue emitida por las cadenas MBS/TBS dentro del bloque Animeism a partir de octubre de 2014, constituyendo la primera de las series tradicionales de TV de Gundam en ser presentada en el horario nocturno.

## Resumen
La serie está ambientada en una línea de tiempo posterior al Universal Century y previa al Correct Century de Turn A Gundam llamada  Regild Century (R.C.) en el año R.C. 1014, y trata acerca de un joven cadete piloto llamado  Bellri Zenam (ベルリ・ゼナム?), miembro de Capital Guard, una organización encargada de proteger un elevador orbital llamado Capital Tower.  Cuando la Capital Tower es atacada por una banda de piratas espaciales, Bellri encuentra y captura un mobile suit de tecnología de avanzada llamado G-Self, junto a su piloto, Aida Rayhunton (アイーダ・レイハントン?). Bellri siente una conexión inmediata tanto con el mobile suit como con su piloto, y de alguna manera es capaz de pilotar, aun cuando se trata de un modelo que solo pueden operar unos pocos. Uniéndose a los Pirate Corps para enfrentar a Capital Army, Bellri y el resto de los piratas se verán envueltos en una trama que sacudirá la era Regild Century.

## Producción

### Antecedentes
La información acerca de un nuevo trabajo de Yoshiyuki Tomino, perteneciente al género "mecha", se conoció por primera vez en septiembre de 2011, bajo el nombre clave G-Reco.  Previammente, en noviembre de 2010, Tomino presentó un adelanto de una novela no finalizada en el número 100 del magazine Gundam Ace, cuyo título era Hajimetai Capital G no Monogatari (はじめたいキャピタルGの物語?). La novela giraba en torno a un elevador espacial, y tenía personajes similares y una ambientación parecida a lo que ahora conocemos como Reconguista in G.  El guion para la serie finalmente fue completado, y el anime entró en fase de producción final en 2012.
La serie Reconguista in G fue presentada oficialmente en el evento del 35.º Aniversario de la franquicia Gundam, el cual tuvo lugar el 20 de marzo de 2014.  Durante la presentación, Tomino explicó que la "G" del título alude a "Gundam", pero su significado primario es el de "suelo" (en inglés, "ground"). También señaló que la palabra "reconguista" es una deformación del español, más precisamente del vocablo reconquista; sin embargo, la audiencia japonesa prefiere el sonido fuerte de una "g" en el título, lo que hizo preciso el cambio.

### Personal
Gundam Reconguista in G es la primera obra de animación importante de Yoshiyuki Tomino desde The Wings of Rean en 2004, si bien el veterano director ha dirigido un corto CGI para el 30.º Aniverdario de Gundam en 2009, llamado Ring of Gundam. Los diseños de personajes de la serie son de Kenichi Yoshida, quien tuvo su primeros créditos como diseñador en Overman King Gainer, otra serie de TV de animé dirigida por Tomino. Los diseños mecánicos corrresponden a Akira Yasuda, quien también había trabajado previamente con Tomino como diseñador de personajes en Turn A Gundam y como diseñador mecánico en Overman King Gainer, Kimitoshi Yamane, otro de los colaboradores de Tomino en Overman King Gainer, además de Ippei Gyōbu. Yigo Kanno ha sido designado como el compositor de la música para la serie.

## Lanzamiento
Los primeros tres episodios han sido compilados para su exhibición a modo de adelanto en un número limitado de salas cinematográficas de Japón a partir del 23 de agosto de 2014. La película también estará disponible en el sitio Japonés de streaming Docomo Anime Store en septiembre. La serie será transmitida en el bloque Animeism.